# Saki Shimizu
Saki Shimizu (清水佐紀, Shimizu Saki), née le 22 novembre 1991 à Tōkyō (Japon), est une idole japonaise et chanteuse de J-pop, membre du groupe Berryz Kōbō au sein du Hello! Project.

## Biographie
Sa carrière débute en 2002 quand elle passe avec succès l'audition pour le Hello! Project Kids. Elle est en fin d'année l'héroïne du film Koinu Dan no Monogatari, entourée de ses collègues. Elle participe d'abord au groupe temporaire ZYX en 2003, puis forme en 2004 le groupe Berryz Kōbō. Ainée du groupe, elle en est donc nommée leader, recevant de ses collègues et de ses fans le surnom « Captain ». En parallèle, elle participe aux groupes H.P. All Stars en 2004, High-King en 2008, et ZYX-α en 2009. Berryz Kōbō cesse ses activités en mars 2015, mais Saki Shimizu continue à travailler au Hello! Project en tant que membre du staff, conseillère des artistes.

## Groupes

### Au sein du Hello! Project
- Hello! Project Kids (2002-2015) en pause
- ZYX (2003)
- Berryz Kōbō (2004-2015) en pause
- H.P. All Stars (2004)
- Hello! Project Shirogumi (2005)
- Wonderful Hearts (2006–2009)
- High-King (2008-2009)
- ZYX-α (2009)
- Ganbarō Nippon Ai wa Katsu Singers (2011)
- Bekimasu (2011)
- Hello! Project Mobekimasu (2011)
- Cat's Eye 7 (2012)
- Green Fields (2012-2013)

## Discographie

### Avec Berryz Kobo
Albums
- 7 juillet 2004 : 1st Chō Berryz
- 16 novembre 2005 : Dai 2 Seichōki
- 7 décembre 2005 : Special! Best Mini ~2.5 Maime no Kare~ (mini-album)
- 5 juillet 2006 : 3 Natsu Natsu Mini Berryz (mini-album)
- 1er août 2007 : 4th Ai no Nanchara Shisū
- 10 septembre 2008 : 5 (FIVE)
- 14 janvier 2009 : Berryz Kōbō Special Best Vol.1
- 31 mars 2010 : 6th Otakebi Album
- 30 mars 2011 : 7 Berryz Times
- 22 février 2012 : Ai no Album 8
- 30 janvier 2013 : Berryz Mansion 9th Floor
- 26 février 2013 : Berryz Kōbō Special Best Vol.2
- 30 janvier 2013 : Berryz Mansion 9 Kai
- 21 septembre 2015 : Kanjuku Berryz Kōbō The Final Completion Box

Singles
- 3 mars 2004 : Anata Nashi de wa Ikite Yukenai
- 28 avril 2004 : Fighting Pose wa Date ja nai!
- 26 mai 2004 : Piriri to Yukō!
- 25 août 2004 : Happiness ~Kōfuku Kangei!~
- 10 novembre 2004 : Koi no Jubaku
- 30 mars 2005 : Special Generation
- 8 juin 2005 : Nanchū Koi wo Yatterū You Know?
- 3 août 2005 : 21ji Made no Cinderella
- 23 novembre 2005 : Gag 100 Kaibun Aishite Kudasai
- 29 mars 2006 : Jiriri Kiteru
- 2 août 2006 : Waracchaō yo Boyfriend
- 6 décembre 2006 : Munasawagi Scarlet
- 7 mars 2007 : Very Beauty
- 27 juin 2007 : Kokuhaku no Funsui Hiroba
- 28 novembre 2007 : Tsukiatteru no ni Kataomoi
- 12 mars 2008 : Dschinghis Khan
- 9 juillet 2008 : Yuke Yuke Monkey Dance
- 5 novembre 2008 : Madayade
- 11 mars 2009 : Dakishimete Dakishimete
- 3 juin 2009 : Seishun Bus Guide / Rival
- 11 novembre 2009 : Watashi no Mirai no Danna-sama / Ryūsei Boy
- 3 mars 2010 : Otakebi Boy Wao! / Tomodachi wa Tomodachi Nanda!
- 14 juillet 2010 : Maji Bomber!!
- 10 novembre 2010 : Shining Power
- 2 mars 2011 : Heroine ni Narō ka!
- 8 juin 2011 : Ai no Dangan
- 10 août 2011 : Aa, Yo ga Akeru
- 21 mars 2012 : Be Genki -Naseba Naru!-
- 25 juillet 2012 : Cha Cha Sing
- 19 décembre 2012 : Want!
- 13 mars 2013 : Asian Celebration
- 19 juin 2013 : Golden Chinatown / Sayonara Usotsuki no Watashi
- 2 octobre 2013 : Motto Zutto Issho ni Itakatta / Rock Erotic
- 19 février 2014 : Otona na no yo! / Ichi-Oku San-senman so Diet Oukoku
- 11 novembre 2014 : Towa no Uta / Romance wo Katatte

### Autres participations
- 6 août 2003 : Iku ZYX! Fly High (avec ZYX)
- 10 décembre 2003 : Shiroi Tokyo (avec ZYX)
- 1er décembre 2004 : All for One & One for All! (avec H.P. All Stars)
- 11 juin 2008 : C\C (Cinderella\Complex) (avec High-King)
- 22 juin 2011 : Ai wa Katsu (avec Ganbarou Nippon Ai wa Katsu Singers)
- 6 août 2011 :  Makeru na Wasshoi! (avec Bekimasu), sortie limitée et ré-éditée le 21 décembre 2011
- 16 novembre 2011 : Busu ni Naranai Tetsugaku (avec Hello! Project Mobekimasu)
- 7 novembre 2012 : CAT'S♥EYE (avec Cat's Eye 7)
- 7 novembre 2012 : Forefore ~Forest For Rest~ / Boys be ambitious! (フォレフォレ~Forest For Rest~) (DIY♡ / Green Fields)
- 3 avril 2013 : Tokainaka no kare / haru wa kuru (avec Green Fields)

### Autres chansons
- 15 juillet 2009 : Diamond (Chanpuru 1 ~Happy Marriage Song Cover Shū~) du Hello! Project avec High-King
- 5 novembre 2009 : Destiny Love (Petit Best 10 du Hello! Project avec High-King

## Filmographie
Films
- 14 décembre 2002 – Koinu Dan no Monogatari (仔犬ダンの物語☆?)
- 17 juillet 2004 / 5 septembre 2004 – Promise Land ~Clovers no Daibōken~ (Ｐｒｏｍｉｓｅ　Ｌａｎｄ～クローバーズの大冒険～, Promise Land ~Kurōbāzu no Daibōken~?)
- 10 décembre 2005 – Eiga Futari wa Perikyua Max Heart 2 Yukizora no Tomodachi (映画 ふたりはプリキュア Max Heart 2 雪空のともだち?)
- 2011 : Ousama Game (王様ゲーム) (Matsumoto Masami)

Dramas
- 2012 : Suugaku♥Joushi Gakuen (数学♥女子学園)

Animés
- 2009 : Inazuma Eleven (イナズマイレブン) (Hori Michiko)

Internet
- 2011 : Michishige Sayumi no "Mobekimasutte Nani??" (道重さゆみの『モベキマスってなに？？』)

## Divers
Programmes TV
- 2002–2007 : Hello! Morning (ハロー! モーニング)
- 2007–2008 : Haromoni@ (ハロモニ@)
- 2008 : Berikyuu! (ベリキュー!)
- 2008–2009 : Yorosen! (よろセン!)
- 2010–2011 : Bijo Gaku (美女学)
- 2011–2012 : HELLOPRO! TIME (ハロプロ！ＴＩＭＥ)
- 2011– : Kaette Kita Berryz Kamen! (帰ってきたBerryz仮面!)
- 2012– : Hello! SATOYAMA Life (ハロー！ＳＡＴＯＹＡＭＡライフ)

Comédies musicales et théâtres
- 26 juin 2011 - 3 juillet 2011 : Taishou Roman Haikara Tantei Aoi Ruby Satsujinjiken (大正浪漫ハイカラ探偵王青いルビー殺人事件)
- 2012 : Cat's Eye (キャッツ・アイ)

Radio
- 2004-2009 : Berryz Kōbō Kiritsu! Rei! Chakuseki!
- 2009– : Berryz Kōbō Beritsū! (avec Chinami Tokunaga et Māsa Sudō)

Photobook
- 12 janvier 2011 – Shimizu Saki (清水佐紀?)